# Mikko Kolehmainen
Mikko Kolehmainen, född 18 augusti 1964 i S:t Michel, är en finländsk kanotist.
Kolehmainen tog OS-guld i K-1 500 meter i samband med de olympiska kanottävlingarna 1992 i Barcelona.